# Partit Popular Polonès-Piast
El Partit Popular Polonès-Piast (polonès Polskie Stronnictwo Ludowe "Piast") fou un partit polític polonès d'ideologia agrarista fundat el 1913 a l'antic Regne de Polònia. El seu nom feia referència a la dinastia Piast, fundadora del Regne de Polònia. Era fonamentat en la ideologia agrarista i la democràcia cristiana. Després del pacte de Lanckorona (1923) va formar part de la coalició de govern Chjeno-Piast. Entre els seus principals dirigents hi havia Wincenty Witos, Jakub Bojko, Jan Dąbski, Maciej Rataj i Władysław Kiernik. A les eleccions parlamentàries poloneses de 1930 es presentà dins la coalició Centrolew i el 1931 es fusionà amb el Partit Popular Polonès-Wyzwolenie i el Partit Camperol (Stronnictwo Chłopskie, SCH) per a fundar el Partit Popular.
El 2006 fou reconstituït a partir d'una escissió en el Partit Popular Polonès. Els seus principals dirigents són Zdzisław Podkański, Janusz Wojciechowski i Zbigniew Kuźmiuk.

## Resultats electorals

### Sejm
| Any  | Vots               | %                  | Escons   | +/- |
| ---- | ------------------ | ------------------ | -------- | --- |
| 1919 | 232,983            | 4.2 (#6)           | 46 / 394 | Nou |
| 1922 | 1,153,397          | 13.2 (#3)          | 70 / 444 | 24  |
| 1928 | Dins del PBK       | Dins del PBK       | 17 / 444 | 53  |
| 1930 | Dins del Centrolew | Dins del Centrolew | 15 / 444 | 2   |